# Giuseppe Sommariva
Giuseppe Emilio Sommariva (* 24. Juli 1761 in Lodi; † 7. März 1829 in Modena) war ein italienischer Geistlicher und Bischof von Modena.

## Leben
Er war ein Verwandter des Kardinals Giovanni Filippo Gallarati Scotti. Giuseppe Sommariva wurde am 27. Juni 1785 von der Universität Pavia zum Doctor iuris utriusque promoviert. Die Priesterweihe empfing er am 17. Dezember 1785 und wurde danach Erzpriester der Kathedrale von Lodi. Nachdem Carlo Oppizzoni, Erzbischof von Bologna, am 26. März 1804 zum Kardinal erhoben worden war, entsandte Papst Pius VII. Sommariva als Apostolischen Ablegaten, um Kardinal Oppizzoni das rote Birett zu überreichen. Im selben Jahr trat Giuseppe Sommariva in den Dienst der Kurie und wurde Päpstlicher Hausprälat. Am 25. Januar 1817 wurde er Konsultor der Kongregation für die Ablässe.
Am 12. Juli 1824 wurde Giuseppe Sommariva zum Bischof von Modena ernannt. Die Bischofsweihe spendete ihm am 18. Juli desselben Jahres der Kardinalbischof von Frascati Francesco Saverio Castiglioni, der spätere Papst Pius VIII.; Mitkonsekratoren waren Erzbischof Pietro Caprano, Sekretär der Kongregation Propaganda fide, und Erzbischof Antonio Luigi Piatti.
Fünf Jahre später starb Giuseppe Sommariva an seinem Bischofssitz.